# Jan Vaerten
Jan Vaerten est un peintre belge né à Turnhout le 5 août 1909 et décédé à Beerse le 23 décembre 1980.

## Biographie
Ainé d’une famille nombreuse (10 frères et sœurs), il a dû très vite assurer sa substance en travaillant dans la droguerie et magasin de peinture de son oncle.
À part quelques cours du soir à l’Académie de Turnhout dans la classe de Victor Avonds et quelques leçons le dimanche auprès du peintre animiste Albert Van Dyck (nl), il est complètement autodidacte et ne commence réellement à peindre qu’à l’âge de 30 ans. 
Beaucoup plus tard, en 1947, il se perfectionnera à l’Académie de La Grande Chaumière à Paris, auprès d’Ossip Zadkine.
En 1951, il deviendra professeur de dessin à l’Institut Supérieur de l’Académie des Beaux-Arts d’Anvers (NHISKA).
En 1980, Beerse a ouvert un musée à son nom où l’on peut admirer des dizaines de ses œuvres.

## Évolution artistique
Jan Vaerten commença par peindre des paysages, très simples, à la mesure de ses moyens d’expression d’alors. Il ne tarde pas à peindre des intérieurs. Il considère La cuisine (1942) comme son premier véritable tableau.
À la fin de la guerre, il n’aura plus d’affinité avec le groupe animiste. Le fil de fer barbelé, les couleurs virulentes dont le violet, les animaux décharnés, chèvres, vaches, chiens sont l’expression de l’angoisse née des deux guerres (La vache violette, 1947).
"Figuration surréaliste", expressionnisme ? Il flirtera avec l’abstraction lyrique avec un seul tableau, Les 2 rythmes, 1950. Il appellera même une de ses gouaches Existentialisme.
Bien qu’apprécié par Picasso, qui estimait qu’il ne le singeait pas, il se fit remarquer lors d'une conférence à Bruxelles appelée de manière provocante « Weg met Picasso » (À bas Picasso). 
Puis, à l’instar des Japonais, il tentera de trouver la ligne qui résume le tout : Portrait de Pip, utilisant des techniques comme la détrempe, la peinture à la cire.
À partir de 1969, il réalise aussi des œuvres tridimensionnelles. 

## Œuvres marquantes
- La cuisine,1942
- La femme en deuil, 1945
- La vache violette, 1947
- La fenaison, 1948
- Les 2 rythmes, 1950
- Solitude, 1953
- Existentialisme, 1953
- Projet de tapisserie pour l’ONU, 1952
- Portrait de Pip, 1953

## Cercles artistiques
- La Jeune Peinture Belge (1947)
- Cercle L’Atelier à Deurne, membre fondateur

## Muséographie
- Musée Royal des Beaux Arts, Anvers
- Musées Royaux des Beaux Arts, Bruxelles
- Musée Jan Vaerten, Beerse

## Expositions
- Salon annuel Apport, Galerie Apollo, Bruxelles, 1943,1944,1945
- Palais des beaux Arts, Bruxelles, 1947
- Biennale de Venise, 1948, 1952
- Biennale de Sao Paulo, 1949
- Mol, Beerse, Rijkevorsel en Turnhout, 2009, rétrospective du centenaire